# Plan cruciforme
Un édifice (ou une ville) à plan cruciforme est distribué selon un plan au sol en forme de croix. Le plan cruciforme est très souvent adopté pour les édifices religieux chrétiens, mais pas exclusivement.